# 威纳马克 (印第安纳州)
威纳马克（英語：Winamac）位于美国印第安纳州西北部，是珀拉斯凯县的县治所在，面积3.3平方公里。根据美国人口调查局2000年统计，共有2,418人，其中白人占97.39%。

## 地理
威納馬克的座標為41°03′00″N 86°36′00″W / 41.05000°N 86.60000°W，而該地的平均海拔高度為215米（即705英尺）。